# モナルヒ級戦艦
モナルヒ級戦艦（モナルヒきゅうせんかん；ドイツ語: SMS Monarch klasse) は、オーストリア＝ハンガリー帝国海軍の戦艦の艦級である。

## 概要
本級は、オーストリア＝ハンガリー帝国海軍が自国のアドリア海沿岸防備のために建造した戦艦である。公式には海防戦艦 (coast defense ships) として設計された。

## 艦形

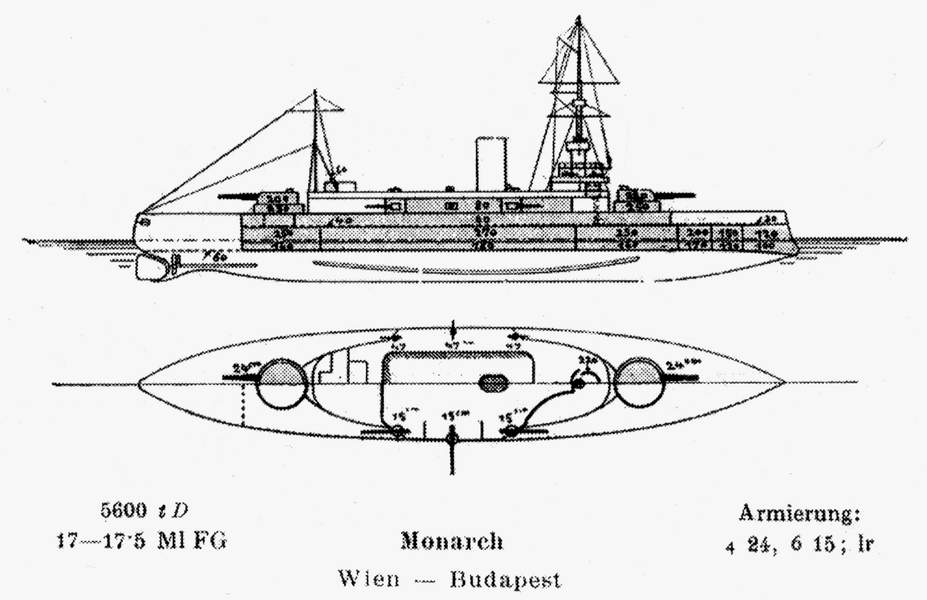
本級の武装と装甲の配置を示した図。

本級の船体形状は平甲板型船体とし、艦首喫水線下には衝角を有していた。主砲は、前後甲板に24cm連装主砲塔各1基をダブルエンダーで配置。艦中央部には艦橋、前後檣、1本の煙突、露天の後部見張り所が設けられた。前檣がミリタリーマスト形式の大型のものであるのに対し、後檣は小型の簡素な単脚形式とされた。副砲（15cm単装砲）は、舷側甲板の中央部に片舷3基ずつ計6基を搭載した。

## 兵装

### 主砲
主砲はクルップ社製1898年型 24cm（40口径）砲を採用した。この砲はドイツ戦艦「カイザー・フリードリヒ3世級」や「ヴィッテルスバッハ級」だけでなく、本級の後のオーストリア＝ハンガリー帝国海軍の前弩級戦艦にも採用されている。140kgの砲弾を使用し、最大仰角30度での射程は16,900mで、射程10,000mで普通の鉄板に対し30cmの貫通能力を、ハーヴェイ鋼に対して18cmの貫通能力を有していた。この砲を新設計の連装砲塔に収めた。俯仰範囲は仰角30度・俯角5度である。旋回角度は単体首尾線方向を0度として左右150度の旋回角度を持つ、主砲身の俯仰・砲塔の旋回・砲弾の揚弾・装填は主に水圧で行われ、補助に人力を必要とした。砲弾の装填角度は仰角5度で固定され、発射速度は1分間に1.5発であった。

### その他の備砲・水雷兵装
副砲はシュコダ 15cm（40口径）速射砲を採用した。この砲はドイツ戦艦「カイザー・フリードリヒ3世級」や「ヴィッテルスバッハ級」にも採用されている。45.3kgの砲弾を使用し、最大仰角20度での射程13,700mであった。この砲を単装砲架で6基を配置した。俯仰範囲は仰角20度・俯角7度である。旋回角度は舷側方向を0度として左右150度の旋回角度を持つ、砲身の俯仰・砲塔の旋回・砲弾の揚弾・装填は主に人力を必要とした。発射速度は1分間に4～5発であった。他に対水雷艇迎撃用にフランス・オチキス社製4.7cm機砲を10基装備した。その他に水雷兵装として45.7cm水中魚雷発射管を単装で2基を装備した。

## 防御
本艦の防御装甲は、舷側装甲末端部で200mm、中央水線部では270mmに達した。砲塔防御も、前盾が250mmであった。

## 同型艦
- モナルヒ（Monarch）（英語版）

ポーラ工廠で「モナルヒ」として1893年7月31日起工、1895年5月9日進水、1898年5月11日竣工。1920年除籍後、イギリスに賠償艦として引き渡され、現地で解体処分。
- ブダペスト（Budapest）（英語版）

STT造船所で「ブダペスト」として1893年2月16日起工、1896年4月24日進水、1898年5月15日竣工。1920年除籍後、イギリスに賠償艦として引き渡され、現地で解体処分。
- ウィーン（Wien）（英語版）

STT造船所で「ウィーン」として1893年2月16日起工、1896年7月6日進水、1898年5月13日竣工。1917年にトリエステ沖でイタリア海軍の魚雷艇（MAS）「9号」の攻撃により撃沈される。この時のMAS-9の艇長は、後にセント・イシュトヴァーンを撃沈するルイージ・リッツォ中尉（Sottotenente di vascello）